# Сугир Алиулы
Сугир (Сугур) Алиулы (каз. Сүгір Әлиұлы; 1882—1961) — казахский композитор-кюйши, ученик Ыкыласа Дукенова.

## Творчество
Музыкальные способности Сугира (происходил из казахского рода жетыру (Младший жуз), подрода тама) проявились ещё в детстве — с 15 лет он получил известность как исполнитель кюев Таттимбета («Сылқылдақ», «Қосбасар», «Былқылдақ»). Большое значение для становления композитора имело овладение художественным своеобразием, стилем кюев Ыкыласа Дукенова, обычно исполняемых на кобызе и переложенных Сугиром на домбру. Исполняя их, Сугир приобрёл популярность в народе, его называли «домбраши Сугир».
В первом своём музыкальном произведении — кюе «Тел коныр» Сугир с помощью звуковых ассоциаций показал яркие музыкальные картины приручения осиротевшего жеребёнка к чужой кобылице. Мелодия кюя проникнута светлыми чувствами, созвучными с лирическими колыбельными мотивами, создаёт настроение доброты и умиротворения.
Сугиру принадлежат кюи «Майда қоңыр», «Базарбай — Ташен», «Боз іңген», «ілме», «Ақжелен», «Посвящение Амангельды», «Кюй о джайляу» («Жайлау күйі»), «Жолаушаның жолды қоңыры» (в двух вариантах) и другие.
Особое место среди произведений композитора занимает кюй «Аққу» («Белый лебедь»), проникнутый ощущением чистоты и нежности, олицетворённой в облике величавой белой птицы. Сугир обрисовал картины лирически плавных движений и органического слияния птицы с природой с помощью образных музыкальных штрихов «флажолет», «форшлаг», «лига», очень редко встречающихся при исполнении кюев.
Тембровые переливы, глубина вызываемых музыкальных ощущений, характерные для кюев Сугира, обуславливают их раздумчивость, насыщенность содержанием. Сугир, наряду с искусным использованием в игре на домбре ладов «он бурау» и «терс бурау», был виртуозным исполнителем кюев в стиле «төкпе» и «шертпе». Манера исполнения и особый интонационный строй мелодии кюев Сугира отличают их от традиционных кюев в стиле «шертпе».
Сугир создал новые музыкальные традиции, соединив мелодию домбры с мелодией кобыза (кюи «Кер толгау», «Тогыз тарау», «Аққу»).
Впервые кюи Сугира исполнялись в 1964 году Казахским государственным академическим оркестром народных инструментов имени Курмангазы, в 1968-1969 годах были переложены на ноты. Первым популяризатором творческого наследия Сугира в народе был кобызист Ж. Каламбаев.

## Память
Жизни и творчеству Сугира посвящены рассказ Т. Алимкулова «Тел коныр», поэма Б. Батырбековой «Кюйши Сугир».
17 июня 2002 года имя Сугира Алиулы было присвоено неполной средней школе Жыныс Таукентского поселкового округа Созакского района Южно-Казахстанской области.